# Wieronika Bużynska
Wieronika Stanisławowna Bużynska (ros. Вероника Станиславовна Бужинская; ur. 28 stycznia 1895, zm. 21 lipca 1983) – radziecka aktorka filmowa kina niemego. Jedna z pierwszych wykonawczyń ról prostych młodych dziewcząt w radzieckim kinie niemym. Odtwórczyni głównych ról w filmach Wykolejeni (1926) i Paryski szewc (1927).
W 1922 roku ukończyła Leningradzki Instytut Sztuk Ekranowych. W latach 20 aktorka w leningradzkim studiu filmowym. Jej mężem był radziecki scenarzysta Władimir Niedobrowo. 

## Wybrana filmografia
- 1926: Wykolejeni jako Kat´ka
- 1927: Paryski szewc jako Katia
- 1963: Tragedia optymistyczna